# Communauté des pays de langue portugaise
La Communauté des pays de langue portugaise (CPLP, en portugais : Comunidade dos Países de Língua Portuguesa) est une organisation regroupant les pays lusophones.

## Formation et pays membres
La CPLP a été créée le 17 juillet 1996 par sept pays : l’Angola, le Brésil, le Cap-Vert, la Guinée-Bissau, le Mozambique, le Portugal et Sao Tomé-et-Principe. En 2002, après son indépendance, le Timor oriental a rejoint l’organisation comme pays membre.
Les cinq pays africains membres de la CPLP (Angola, Cap-Vert, Guinée-Bissau, Mozambique, São Tomé-et-Principe) sont parfois regroupés sous le nom de pays africains de langue officielle portugaise (PALOP).
Le Brésil, les six pays africains membres et le Timor oriental sont tous d'anciennes colonies portugaises.
Notons que plusieurs autres pays ou territoires semblent intéressés par une adhésion à la CPLP (voir ci-dessous). La plupart ont des liens historiques avec le Portugal. Dans certains, on pratique une forme de portugais ou un créole à base portugaise.

### Membres
- Angola
- Brésil (port. Brasil)
- Cap-Vert (port. Cabo Verde)
- Guinée-Bissau (port. Guiné-Bissau)
- Guinée équatoriale (port. Guiné Equatorial). Pays qui a eu le statut d’observateur entre 2006 et 2014. La demande officielle d’adhésion à la CPLP a été faite en juin 2010 et la constitution modifiée en 2011 pour inclure le portugais comme langue officielle du pays avec l’espagnol et le français. Environ 10 000 habitants parlent un créole de base portugaise. Explorées par les navigateurs portugais au XVe siècle, les côtes et les îles de la Guinée équatoriale ont été colonisées ou fréquentées par les Portugais de la fin du XVe siècle au milieu du XVIIIe siècle. Le pays est devenu membre de plein droit à la suite du sommet de la CPLP de 2014 à Dili (Timor oriental).
- Mozambique (port. Moçambique)
- Portugal
- Sao Tomé-et-Principe ou Saint-Thomas-et-Prince (port. São Tomé e Príncipe)
- Timor oriental (port. Timor-Leste)

## Pays observateurs
- Maurice. Découverte par les Portugais au XVIe siècle, l’île Maurice a des contacts étroits avec le Mozambique.
- Sénégal. Voisin des îles du Cap-Vert et de la Guinée-Bissau, le Sénégal a des liens étroits avec ces pays, en particulier dans sa partie méridionale, la Casamance, où l'on parle le même créole de base portugaise qu'en Guinée-Bissau. Une importante communauté d'origine cap-verdienne réside au Sénégal, surtout dans la capitale, Dakar, où la langue portugaise est largement enseignée.
- Japon. Les Portugais ont été les premiers Occidentaux à commercer avec le pays. Le pays a accédé au statut de pays observateur lors du sommet de la CPLP de 2014
- Namibie. Voisin proche de l'Angola, le pays a accédé au statut de pays observateur lors du sommet de la CPLP de 2014
- Turquie. Le pays a accédé au statut de pays observateur lors du sommet de la CPLP de 2014
- Géorgie. Le pays a accédé au statut de pays observateur lors du sommet de la CPLP de 2014
- République tchèque. Le pays a accédé au statut de pays observateur lors du sommet de la CPLP du 1er novembre 2016
- Slovaquie.  Le pays a accédé au statut de pays observateur lors du sommet de la CPLP du 1er novembre 2016
- Hongrie.  Le pays a accédé au statut de pays observateur lors du sommet de la CPLP du 1er novembre 2016
- Uruguay.  Le pays a accédé au statut de pays observateur lors du sommet de la CPLP du 1er novembre 2016
- Andorre. Andorre a des liens très étroits avec le Portugal, près d’un quart de la population étant portugaise (12 789 Portugais recensés). Même si le catalan est la langue officielle d’Andorre, les Andorrans parlent volontiers un dialecte proche du portugais. Le pays a accédé au statut de pays observateur lors du sommet de la CPLP du 17 et 18 juillet 2018[1]
- Argentine. Le pays a accédé au statut de pays observateur lors du sommet de la CPLP du 17 et 18 juillet 2018[1]
- Chili. Le pays a accédé au statut de pays observateur lors du sommet de la CPLP du 17 et 18 juillet 2018[1]
- France. Le pays a accédé au statut de pays observateur lors du sommet de la CPLP du 17 et 18 juillet 2018[2]. La France a une frontière terrestre avec le Brésil et 1,5 million de personnes d'origine portugaise vivent en France[3].
- Italie. Le pays a accédé au statut de pays observateur lors du sommet de la CPLP du 17 et 18 juillet 2018[1]
- Luxembourg. Le pays a accédé au statut de pays observateur lors du sommet de la CPLP du 17 et 18 juillet 2018[4]
- Royaume-Uni. Le pays a accédé au statut de pays observateur lors du sommet de la CPLP du 17 et 18 juillet 2018[1]
- Serbie. Le pays a accédé au statut de pays observateur lors du sommet de la CPLP du 17 et 18 juillet 2018[1]
- Organisation des États Ibéro-américains. L'organisation a accédé au statut de pays observateur lors du sommet de la CPLP du 17 et 18 juillet 2018[1]

## Autres territoires
- Galice. La Galice possède une géographie, une histoire, une culture et une langue proches de celles du Portugal. La langue galicienne et le portugais ont une origine commune. Le gouvernement autonome de Galice envisage depuis plusieurs années d’adhérer à la CPLP mais cette adhésion dépend de l’approbation du gouvernement espagnol. Le syndicat majoritaire de Galice a déjà un statut d’observateur à l’organisation syndicale des pays de langue portugaise.
- Maroc. Du fait de ses liens très étroits avec le Portugal, le Maroc est intéressé pour devenir membre associé à la CPLP lors du sommet de Luanda en 2010. Plusieurs villes côtières du Maroc ont été occupées par les Portugais entre le XVe et le XVIIIe siècle et conservent des traces architecturales de la présence portugaise.
- Inde. Goa. Sous le nom d'Inde portugaise, Goa a été une possession portugaise de 1510 à son intégration à la république de l'Inde en 1961.
- Malaisie. Bandar Melaka, ou Malacca. Cette ville de Malaisie est intéressée par l’adhésion à la CPLP en tant que membre associé. Elle a été possession portugaise de 1511 à 1641 et a conservé un créole de base portugaise.
- Indonésie. Les îles d'Indonésie ont été découvertes et, pour certaines, colonisées par les Portugais au XVIe siècle. Des créoles de base portugaise y subsistent.
- Philippines. Découvertes par le navigateur portugais Magellan en 1521, les Philippines pourraient devenir membre associé lors du sommet de Luanda.
- Macao. Dernière colonie portugaise avant son intégration à la république populaire de Chine en 1999, Macao constitue aujourd'hui une RAS (Région administrative spéciale) de la république populaire de Chine et conserve le portugais comme langue officielle avec le chinois. Avec l'approbation du gouvernement chinois, elle pourrait intégrer pleinement la CPLP dans les prochaines années.
- Venezuela. Ce pays abrite une très importante communauté portugaise : plus de 400 000 personnes d'ascendance portugaise y résident.
- Croatie,  Roumanie et  Ukraine. Ils souhaiteraient faire partie de la CPLP car le Portugal compte un nombre important de ressortissants de ces pays.
- Albanie. Le gouvernement albanais a manifesté son intérêt pour faire partie de la CPLP[5].

## L’importance de la CPLP
La communauté des pays de langue portugaise comprend une population supérieure à 240 millions d’habitants et l’ensemble des superficies de tous les États membres équivaut à 10 750 000 km2, soit un peu plus que la superficie du Canada ou de la Chine ou des États-Unis.
Depuis sa création, la CPLP a déjà mené des actions décisives pour certains États, comme à São Tomé-et-Principe ou en Guinée-Bissau où l’organisation a déjà évité des coups d'État et encouragé par la suite l’engagement de réformes économiques (pour São Tomé-et-Principe) et démocratiques (en Guinée-Bissau).

## Le mode de fonctionnement de la CPLP
L’organisation qui siège à Lisbonne est régie par le secrétaire exécutif. Son mandat est de deux ans renouvelable.

### Secrétaire exécutif
| Période     | Nom                               | Pays                 |
| ----------- | --------------------------------- | -------------------- |
| 1996-2000   | Marcolino Moco                    | Angola               |
| 2000-2002   | Dulce Maria Pereira               | Brésil               |
| 2002-2004   | João Augusto de Médicis           | Brésil               |
| 2004-2008   | Luís de Matos Monteiro da Fonseca | Cap-Vert             |
| 2008-2012   | Domingos Simões Pereira           | Guinée-Bissau        |
| 2012-2016   | Murade Isaac Murargy              | Mozambique           |
| 2016-2019   | Maria do Carmo Silveira           | Sao Tomé-et-Principe |
| 2019-2021   | Francisco Ribeiro Telles          | Portugal             |
| Depuis 2021 | Zacarias da Costa                 | Timor oriental       |

### Conférences
|     | Année | Lieu     | Pays                 |
| --- | ----- | -------- | -------------------- |
| 1re | 1996  | Lisbonne | Portugal             |
| 2e  | 1998  | Praia    | Cap-Vert             |
| 3e  | 2000  | Maputo   | Mozambique           |
| 4e  | 2002  | Brasilia | Brésil               |
| 5e  | 2004  | São Tomé | Sao Tomé-et-Principe |
| 6e  | 2006  | Bissau   | Guinée-Bissau        |
| 7e  | 2008  | Lisbonne | Portugal             |
| 8e  | 2010  | Luanda   | Angola               |
| 9e  | 2012  | Maputo   | Mozambique           |
| 10e | 2014  | Dili     | Timor oriental       |
| 11e | 2016  | Brasilia | Brésil               |
| 12e | 2018  | Sal      | Cap-Vert             |
| 13e | 2021  | Luanda   | Angola               |
| 14e | 2023  | São Tomé | Sao Tomé-et-Principe |